# Мартыновский переулок
Марты́новский переу́лок — улица в центре Москвы в Таганском районе между Большим Дровяным переулком и улицей Станиславского.

## Происхождение названия

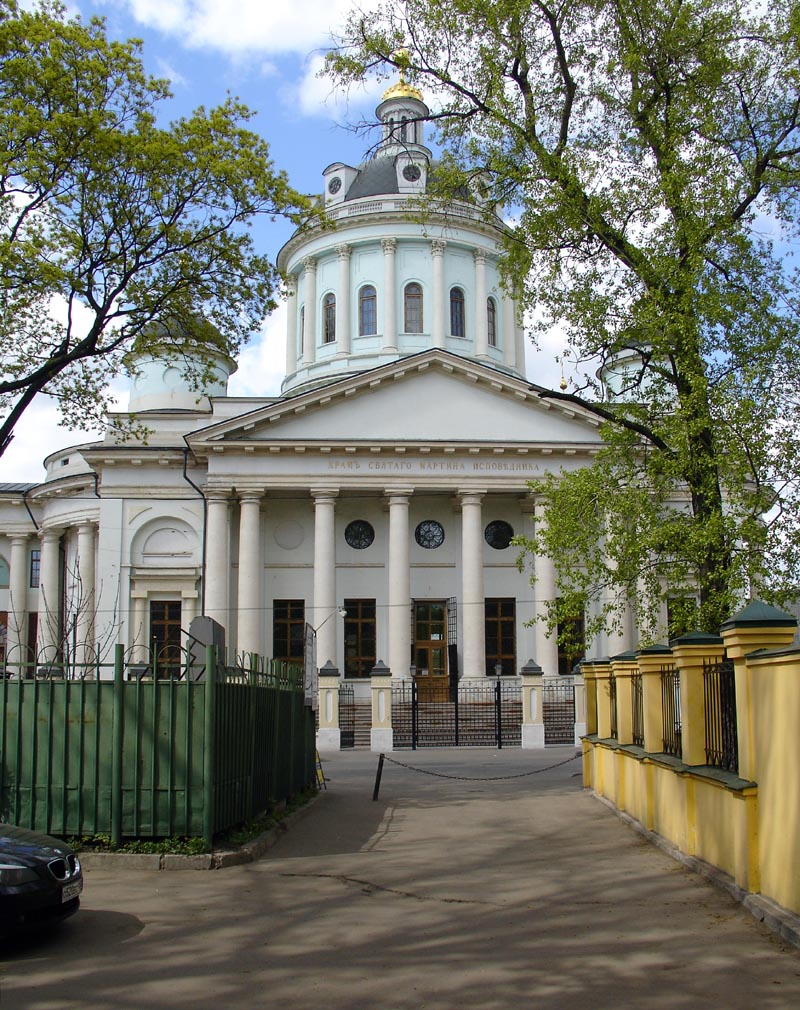
Храм Мартина Исповедника (Улица Александра Солженицына, 15).

Название возникло в XVIII веке, когда был построен каменный храм Вознесения Господня, южный придел которого был освящён в честь святого Мартина Исповедника, папы Римского. Некоторое время название сохраняло церковную форму имени — Мартиновский переулок, позже приобрело русифицированную форму Мартыновский переулок.

## Описание
Мартыновский переулок проходит от Большого Дровяного на юго-запад к улице Станиславского. Слева к нему примыкает Пестовский переулок.

## Здания и сооружения
По нечётной стороне:
По чётной стороне:
- № 2 — Жилой дом XIX века. Заявленный объект культурного наследия.
- № 8, строение 1 — Сберегательный банк РФ (АКСБ РФ), Центральное отд. № 8641/01404.